# Gymnelia ludga
Gymnelia ludga là một loài bướm đêm thuộc phân họ Arctiinae, họ Erebidae.